# Clyde Best
Clyde Cyril Best (Somerset; 24 de febrero de 1951) es un exjugador y entrenador de fútbol de las Bermudas. Fue uno de los primeros hombres de raza negra en la Primera División en Inglaterra, anotando 47 goles como delantero del West Ham United entre 1968 y 1975.
Fue entrenador asistente de San Diego Sockers durante un breve período a principios de la década de 1990. También entrenó a la selección de Bermudas de 1998 a 1999.

## Trayectoria
Salió del Somerset Trojans de su país donde fue el máximo goleador de la Liga Premier en 1967-68 y por eso fue a Inglaterra a los 17 años para jugar en el West Ham United.
Hizo su debut en un empate 1-1 en casa contra el Arsenal el 25 de agosto de 1969. Jugó 218 partidos y registró 58 goles para West Ham durante sus 7 temporadas, ganando la FA Cup 1974-75.
También estuvo en la Eredivisie holandesa con el Feyenoord, donde generalmente fue visto como un fracaso, anotando solo 3 goles en 23 partidos y con Tampa Bay Rowdies, Toronto Blizzard y Portland Timbers de la North American Soccer League.
Mientras jugaba para Tampa Bay en el Soccer Bowl '75, anotó un gol en el minuto 88 para asegurar el primer campeonato NASL de los Rowdies en la victoria por 2-0 sobre Portland Timbers.
La primavera siguiente llevó a los Rowdies al título bajo techo de 1976 y fue nombrado el Jugador Más Valioso del torneo. Fue el máximo anotador de los Rowdies durante la breve temporada bajo techo de 1976 con 11 goles, 5 asistencias para un total de 27 puntos.

## Selección nacional
Únicamente disputó dos encuentros con la selección de Bermudas, que fue en 1968 en las eliminatorias hacia la Copa Mundial de 1970, en las derrotas contra Estados Unidos de 6-2 (anotando en el minuto 51) y 0-2.

## Clubes
| Club               | País           | Año       |
| ------------------ | -------------- | --------- |
| Somerset Trojans   | Bermudas       | 1967-1968 |
| West Ham United    | Inglaterra     | 1968-1975 |
| Tampa Bay Rowdies  | Estados Unidos | 1975-1976 |
| Feyenoord          | Países Bajos   | 1977-1978 |
| Portland Timbers   | Estados Unidos | 1978-1979 |
| Cleveland Force    | Estados Unidos | 1979-1980 |
| Portland Timbers   | Estados Unidos | 1980-1981 |
| Toronto Blizzard   | Canadá         | 1981-1982 |
| Los Angeles Lazers | Estados Unidos | 1982-1984 |

## Palmarés

### Títulos nacionales
| Título                       | Equipo            | País           | Año     |
| ---------------------------- | ----------------- | -------------- | ------- |
| Liga Premier                 | Somerset Trojans  | Bermudas       | 1967-68 |
| Copa FA                      | Somerset Trojans  | Bermudas       | 1967-68 |
| FA Cup                       | West Ham United   | Inglaterra     | 1974-75 |
| North American Soccer League | Tampa Bay Rowdies | Estados Unidos | 1975    |

### Distinciones individuales
| Distinción                                     | Año     |
| ---------------------------------------------- | ------- |
| Máximo goleador de la Liga Premier de Bermudas | 1967-68 |